# Kastrup (stacja metra)
Kastrup – stacja metra w Kopenhadze, na linii M2. Zlokalizowana jest pomiędzy stacjami Femøren oraz Lufthavn. Została otwarta 28 września 2007. Znajduje się w 4 strefie biletowej. Obsługuję dzielnicę mieszkalną Kastrup, a inna stacja dalej na południe łączy metro z lotniskiem Kastrup oraz stacją kolejową na linii Øresund.